# Raymond Stempert

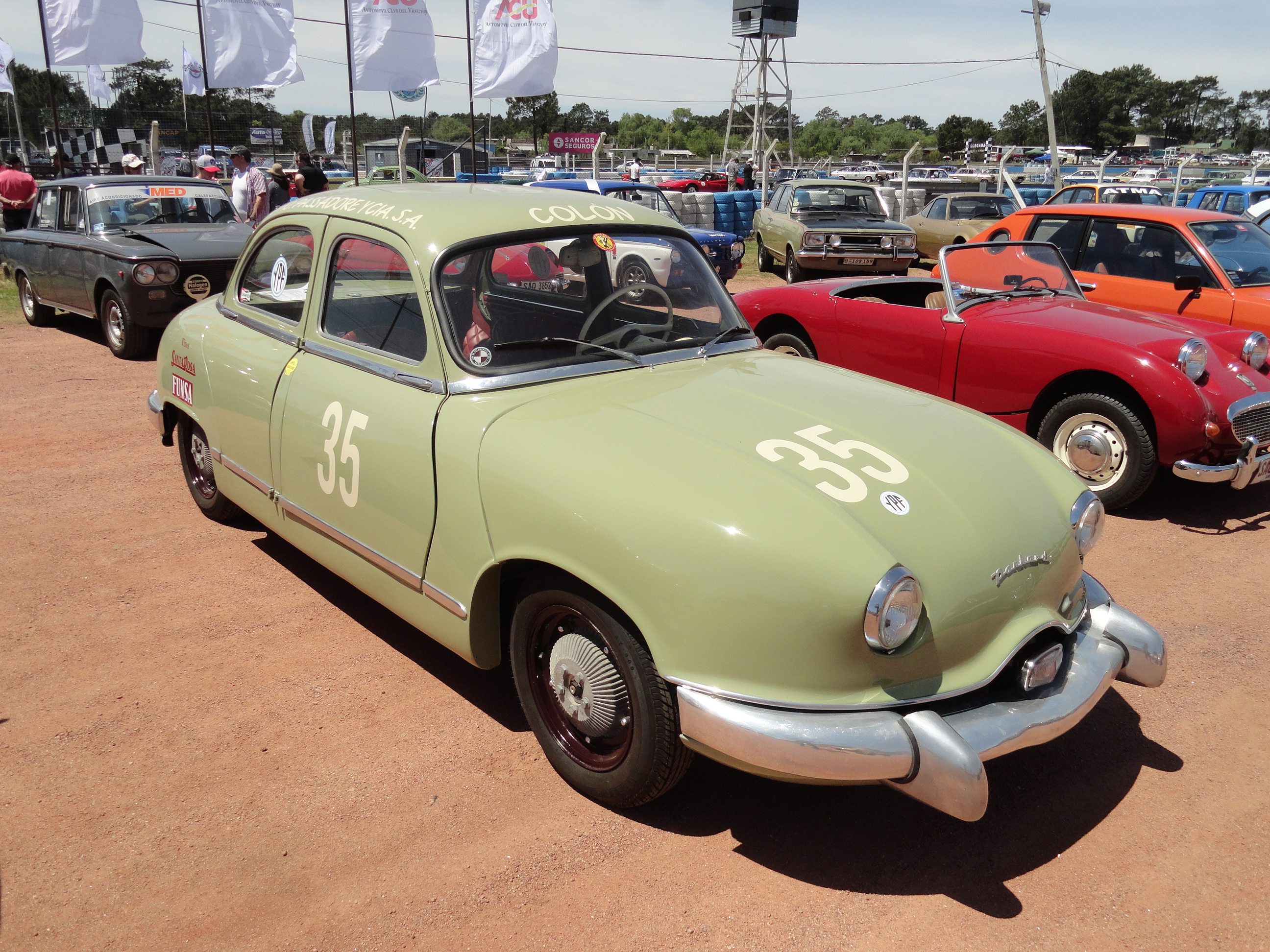
Auf einem Panhard Dyna Z bestritt Raymond Stempert in den 1950er-Jahren Sportwagenrennen

Raymond Edmond Guillaume Stempert(* 8. Juni 1911 in Paris; † 14. Juni 1973 in Cannes) war ein französischer Autorennfahrer.

## Karriere
Raymond Stempert arbeitete als Fahrzeugingenieur bei Panhard & Levassor und engagierte sich in seiner freien Zeit als Rallye- und Rundstreckenpilot. Bei Panhard lernte er auch seine spätere Ehefrau Gilberte kennen, die als Rallyefahrerin bekannt wurde. Als Rallyefahrer war er vor allem bei der Alpenfahrt erfolgreich und auf der Rennstrecke steht sein Sieg beim Großen Preis von Agadir 1953 als bestes Resultat in den Ergebnislisten. Sein einziger Einsatz beim 24-Stunden-Rennen von Le Mans endete 1953 mit dem 22. Endrang.

## Statistik

### Le-Mans-Ergebnisse
| Jahr | Team                            | Fahrzeug    | Teamkollege      | Platzierung | Ausfallgrund |
| ---- | ------------------------------- | ----------- | ---------------- | ----------- | ------------ |
| 1953 | Automobiles Panhard et Levassor | Panhard X87 | Georges Schwartz | Rang 22     |              |

### Einzelergebnisse in der Sportwagen-Weltmeisterschaft
| Saison | Team               | Rennwagen                  | 1   | 2   | 3   | 4   | 5   | 6   | 7   |
| ------ | ------------------ | -------------------------- | --- | --- | --- | --- | --- | --- | --- |
| 1953   | Panhard & Levassor | Panhard Dyna Z Panhard X87 | SEB | MIM | LEM | SPA | NÜR | RTT | CAP |
| 1953   | Panhard & Levassor | Panhard Dyna Z Panhard X87 |     | DNF | 22  |     |     |     |     |
| 1954   |                    | Panhard Dyna Z             | BUA | SEB | MIM | LEM | RTT | CAP |     |
| 1954   |                    | Panhard Dyna Z             | 99  |     |     |     |     |     |     |
| 1955   |                    | Panhard Dyna               | BUA | SEB | MIM | LEM | RTT | TAR |     |
| 1955   |                    | Panhard Dyna               | DNF |     |     |     |     |     |     |